# Derekh Hamelekh
"Derekh Hamelekh" (alfabeto hebraico: דרך המלך, tradução portuguesa: "Caminho do Rei" foi a canção israelita no  Festival Eurovisão da Canção 1989, interpretada em hebraico pelo duo Gili & Galit (nomes verdadeiros: Gili Netanel e Galit Burg-Michael) . Foi a segunda canção a ser interpretada na noite do festival (a seguir à canção italiana "Avrei voluto, interpretada por Anna Oxa e Fausto Leali e antes da canção irlandesa The real me, interpretada por Kiev Connolly e a banda The Missing Passengers). No final, a canção israelita terminou em 12.ª lugar, recebendo um total de 50 pontos.
A actuação foi marcada por um lapso de memória leve de Gili ao terminar de cantar a segunda estrofe. Recompôs-se bem e retomou o resto da canção.

## Autores
- Letrista: Shaike Paikov
- Compositor: Shaike Paikov
- Orquestrador: Shaike Paikov

## Letra
A canção refere-se a um episódio bíblia : "O caminho do Rei". Eles cantam que este é o único caminho que eles irão atravessar ao longo das suas vidas.

## Versões
- original em hebraico: "Derekh Hamelekh"
- em inglês: "Shine for tomorrow"
- Gilit interpretou uma versão solo deste tema